# Риполски манастир
Риполският манастир „Света Мария“ (на каталонски: Monestir de Santa Maria de Ripoll) е бенедиктински манастир при Рипол, Испания.
Основан през 888 година от барселонския граф Гифре Космати, той се разраства през XI век, когато става важен книжовен център и е използван като фамилна гробница от графовете на Барселона. През XIX век е изоставен и до голяма степен разрушен, но е възстановен в края на столетието и днес е смятан за един от образците на романската архитектура.